# Tremain Paul
Tremain Shayn Paul (sinh ngày 12 tháng 8 năm 1991) là một cầu thủ bóng đá người Saint Lucia thi đấu ở vị trí tiền vệ cho Williams Connection.

## Sự nghiệp
Anh ra mắt quốc tế cho Saint Lucia năm 2011, và từng thi đấu tại Vòng loại giải vô địch bóng đá thế giới.

### Bàn thắng quốc tế
Tỉ số và kết quả liệt kê bàn thắng của Saint Lucia trước.
| # | Ngày                 | Địa điểm                                               | Đối thủ            | Tỉ số | Kết quả | Giải đấu                                     |
| - | -------------------- | ------------------------------------------------------ | ------------------ | ----- | ------- | -------------------------------------------- |
| 1 | 2 tháng 9 năm 2011   | BMO Field, Toronto, Canada                             | Canada             | 1–1   | 1–4     | Vòng loại giải vô địch bóng đá thế giới 2014 |
| 2 | 21 tháng 10 năm 2012 | Sân vận động Beausejour, Gros Islet, St Lucia          | Curaçao            | 1–0   | 5–1     | Vòng loại Cúp bóng đá Caribe 2012            |
| 3 | 5 tháng 9 năm 2014   | Warner Park, Basseterre, St Kitts                      | Guyana             | 2–0   | 2–4     | Vòng loại Cúp bóng đá Caribe 2014            |
| 4 | 10 tháng 6 năm 2015  | Sân vận động Sir Vivian Richards, North Sound, Antigua | Antigua và Barbuda | 1–1   | 3–1     | Vòng loại giải vô địch bóng đá thế giới 2018 |